# 基督的教會 (聖殿基地)
基督的教會（英文：Church of Christ）是後期聖徒運動中的一個宗派，總部位於美國密蘇里州獨立城一個稱為「聖殿基地（Temple Lot）」的地方。這間教會的會友習慣上被稱之為赫德里克派（Hedrickites），這個名稱來自於1863年7月教會第一個被按立的領袖格蘭維爾·赫德里克（Granville Hedrick）的名字。目前此教會和其他組織不再有正式的交流，全體會友約有5000人，散佈在數個國家。

## 歷史
這教會與其他大部分的摩門教後期聖徒宗派（包括耶穌基督後期聖徒教會和基督社區）擁有共同的早期歷史。在後期聖徒運動的創始人小斯密約瑟（Joseph Smith, Jr.）於1844年過世後，幾位領袖爭奪該運動的控制權而成立了競爭的組織。到1860年代，早期摩門教分為5個後期聖徒團體，分別是密蘇里州的 Bloomington、Crow Creek 和 Half Moon Prairie 以及伊利諾州的 Eagle Creek 還有印第安那州的 Vermillion，這5個團體在赫德里克的領導之下於1863年聯合起來。
教會現在佔據在密蘇里州獨立城的一塊被後期聖徒們稱之為「聖殿基地」的地方，小斯密約瑟指定了這塊地要作為為基督第二次現世所準備的新耶路撒冷的基地。赫德里克派於1867年返回獨立城並以 基督的教會（Church of Christ）的名義買下了該地。從此其總部變成了這策略性的聖地的擁有者至今。在1930年的時候教會曾大型挖掘該地為要在該地建立聖殿，但因為美國經濟大蕭條而被中斷，所挖掘之處後來被填回。
從1920年代開始，該教會分裂出至少四個大團體，包括了於1929年更新重新建立的有以利亚讯息的基督的教会。他們於1950年代分離，現有將進12000名會友。
於1990年1月1日，一名加入了有以利亚讯息的基督的教会的前基督的教會 (聖殿基地)會友在該教會建築放火，宣稱他的行為是個政治抗議的行動，也是「戰爭要來臨美國」的預言。那場大火造成該棟兩層樓建築的重大損毀，但是保存教會紀錄和文件的一樓幸未受燬。於1990年2月1日該棟原來建於1905年的建築最終被拆毀，新的總部大樓於1990年8月於原址開工。雖然他根據美國憲法第一修正案（言論自由）聲稱自己無罪，此人仍然於1990年1月16日被陪審團判二級縱火罪和破壞入侵罪。

## 教義
雖然基督的教會 (聖殿基地)創始時接受後期聖徒運動創始先知斯密約瑟的領導和教導，但是在1920年代他們改變了他們對斯密約瑟的啟示的接受看法。自此之後，此教會宣稱在1833年的《誡命書》出版之後斯密約瑟所接受並記錄的啟示並不是受神的靈感而來的。並且宣稱斯密約瑟從他的呼召中墮落，指責斯密約瑟接受多重婚姻的教義，並且引進階級式的職分（包括1831年引進的大祭司職分）。因此，此教會沒有和其他後期聖徒宗派一樣，在總會會長團中有先知一職。然而該教會聲明此教會是由耶穌基督直接透過十二使徒定額組帶領。這個定額組議會透過他們的秘書處與外界聯絡。 
此教會的正式「信仰標準」是《聖經》和《摩門經（摩爾門經）》。